# Angeren
Angeren ist ein Ort, der am Fluss Rhein und an der Linge und in der Provinz Gelderland liegt und heute zur Gemeinde Lingewaard gehört. Diese Gemeinde befindet sich zwischen Arnhem und Nijmegen. Der Ort hat 2915 Einwohner (Stand: 1. Januar 2024) und liegt an der N838.
Am 1. Januar 2001 wurde die vormalige Gemeinde Bemmel mit den Gemeinden Huissen und Gendt zu einer neuen Gemeinde zusammengelegt, die zwei Jahre später den Namen Lingewaard erhielt.

## Geschichte
Angeren wird bereits als Siedlung Angrina zusammen mit einer Kirche in einer Urkunde aus dem Jahr 814 oder 815 erwähnt. Im Jahr 1160 war Angeren eigenständige Parochie.
Angeren war zudem im Hochmittelalter ein Punkt entlang des Handelsweges, den der Rhein darstellte, an dem ein Reichszoll erhoben wurde.
Das Kirchdorf wuchs im Mittelalter zu einem Ort mit Platz, Burg „Roode Wald“ und einer Mühle am Rijndijk heran. Die Bewohner sicherten ihre Existenz vor allem in der Landwirtschaft. Die Bauernhöfe lagen außerhalb des Dorfes verstreut. Seit 1825 schufen auch die Ziegeleien im Vorland Arbeitsplätze.

## Sport
Angeren hat den Fußballverein „SV Angeren“, den Handballverein „HVA Hieltjes“, den Volleyballverein „VC Hexagon“ und außerdem einen Bouleverein, einen Tischtennisverein, Judoverein, Tennisverein, den Schlittschuhlaufverein „De Ijsvogels“, einen Ballettverein sowie einen Oldtimerclub.

## Musik
In Angeren gibt es das Blasorchester „St. Caecilia“, eine Fanfare mit Trommeln namens „St. Bavo“ sowie ein Orchester aus Bläsern und Trommlern („De Deurdweilers“). Die Pfarrkirche hat drei Chöre, einen gemischten Chor, einen Kinderchor („De Bavootjes“) und einen Frauenchor („Encore“). Außerhalb der Pfarrgemeinde gibt es den gemischten Chor „Zang en Vreugde“ von „Stichting Ouderenwerk Angeren“ (SOWA).

## Aktivitäten
Angeren bietet auch eine Reihe anderer Aktivitäten an. Jedes Jahr findet ein Kinderdorf statt. In Angeren wird zum Karneval auch ein Karnevalsumzug abgehalten. Angeren wird während Karneval Keujesgat genannt. Eine Statue eines keutje (Schweinchen) kann im Zentrum des Dorfes besichtigt werden. Außerdem werden auch viele Aktivitäten im Dorfhaus Angerens organisiert. Zusätzlich findet jährlich das Taulaufen statt: Man macht einen Streiftour mit dem Fahrrad, wobei die Kneipen bei Sonnenaufgang schon geöffnet sind.
Der Bau des Betuweroute-Tunnels unter dem Pannerdens-Kanal in Angeren ist fertig. Ein Teil des Bohrers steht immer noch da wie ein Kunstobjekt. Seit dem Frühlingsfest „Lentekriebels“ im Jahr 2009 hat Angeren eine eigene Dorfflagge.